# Волго-Донський канал
48°34′ пн. ш. 44°09′ сх. д. / 48.57° пн. ш. 44.15° сх. д.

Схема Волго-Донського каналу

Волго-Донський судноплавний канал імені В. І. Леніна (Волго-Донський канал) — канал, що з'єднує Волгу і Дон в місці їхнього максимального зближення один з одним поблизу м. Волгоград. Ланка глибоководної єдиної транспортної системи Європейської частини Росії.

## Історія створення
Першу спробу виправити «помилки природи» і з'єднати Волгу і Дон в місці їхнього найбільшого зближення історики відносять до середини XVI століття. В 1569 османський султан Селім II, відомий своїм походом на Астрахань, направив 22 000 солдат вгору по Дону з метою прорити канал між двома ріками. Але, всього через місяць турки відступили «з великою лайкою», заявивши, за словами літописців, що «навіть усім османським народом тут і за 100 років нічого не зробити».
Друга відома спроба робилася в роки правління Петра I. За планом будівництва канал мав бути прорито між притоками Волги і Дону, Камишенкою й Іловлею. Початок робіт припав на 1697 рік. Ними керував іноземний «спеціаліст» Йоганн Бреккель. Вчасно усвідомивши невдачу починання, він просто втік з Московського царства. Будівництво продовжив англійський інженер Перрі. Але у 1701 увагу Петра I відволікла Північна війна зі Швецією. Фінансування було припинено.
До 1917 року було створено понад 30 проєктів з'єднання Волги з Доном. Але жодному з них не судилося реалізуватися з двох причин. По-перше, опір чинили приватні власники залізниць. По-друге, навіть якби сталося диво, і канал був би побудований, рух суден по ньому могло б здійснюватися лише у весняний час, коли річки були повноводними. Без тотальної реконструкції річок про повноцінну навігацію не могло бути й мови. Але, не можна не відзначити неоціненний внесок російської гідротехніка Нестора Платоновича Пузиревського з вивчення межиріччя Волги й Дону та вибору траси для майбутнього каналу.
У 1920 році за планом ГОЕЛРО уряд країни знову повернувся до проблеми створення каналу. Але проєкт будівництва було створено лише в середині 1930-х. Реалізувати його перешкодила Друга світова війна. Роботи по проєкту відновилися відразу після закінчення Сталінградської битви, в 1943. Роботами на трасі каналу керував Сергій Якович Жук, досвідчений будівельник і гідротехнік, під керівництвом якого вже були спроєктовані і побудовані Біломорсько-Балтійський канал і канал Москва-Волга. У лютому 1948 року, після затвердження схеми Волго-Донського комплексу на засіданні Ради Міністрів СРСР, почалися земельні роботи. В тому ж 1948, було розпочато набір робітників по всій країні, запрошували випускників вузів та технікумів, демобілізованих військовослужбовців. Вільнонайманих робітників було близько 700 тисяч осіб. У будівництві брали участь військовополонені німці, яких було близько 100 тисяч, та радянські політв'язні чисельністю 20680 осіб. Керував будівництвом у період з березня 1948 по березень 1949 Павлов Карпо Олександрович — колишній начальник ГУ СДС НКВС СРСР «Дальстрой».
Канал був побудований всього за 4,5 роки, що є унікальним терміном у світовій історії гідробудівництва. Наприклад, Панамський канал, довжиною 81 км, при такому ж обсязі робіт будували 34 роки, а Суецький канал, завдовжки 164 км, будували ледь не 11 років. У ході будівництва було вийнято 150 млн кубометрів землі та укладено 3 млн кубометрів бетону. У роботах було задіяно 8000 машин і механізмів: драглайни, багатоковшеві екскаватори, землерийні снаряди, потужні скрепери, бульдозери, автосамоскиди.
31 травня 1952 року о 13 годині 55 хвилин між 1-м і 2-м шлюзам злилися води Волги і Дону. З 1 червня по каналу вже почався рух суден. 27 липня 1952 року каналу було присвоєно ім'я В. І. Леніна.

## Технічні параметри каналу
Волго-Донський судноплавний канал імені В. І. Леніна з'єднує Волгу біля Волгограда з Доном біля м. Калач-на-Дону, загальна довжина каналу 101 км. З них 45 км проходить по водосховищам. Глибина — не менше 3,5 м.
Для проходження повного шляху з Волги до Дону судно має пройти 13 шлюзів, розділених на Волзькі шлюзові сходи (висота 88 м, складається з 9 однокамерних однониткових шлюзів) і Донські шлюзові сходи (висота 44 м, складається з 4 шлюзів такої ж конструкції). Габарити шлюзових камер — 145 × 18 метрів. Відстань між шлюзами варіюється від 700 м на волзькому схилі до 20 км на Донському схилі. До складу каналу входять Варварівське, Береславське і Карповське водосховища. На весь шлях витрачається близько 10-12 годин. Канал живиться донською водою з Цимлянського водосховища, так як Дон лежить вище Волги на 44 м. Системою з трьох насосних станцій (Карповської, Маріновської і Варварівської) вода подається на вододіл, звідки самопливом подається на волзький і донський схили. Частина води використовується для зрошення.
Середня тривалість навігації на Волго-Донському каналі становить 211 діб, за цей час проходять до 5000 суден. Допускається рух суден вантажопідйомністю до 5 тис. т. Пропускна здатність каналу оцінюється в 16,5 млн т вантажів на рік. На каналі діють системи оперативного зв'язку, навігаційного огородження суднових ходів.

## Опис каналу

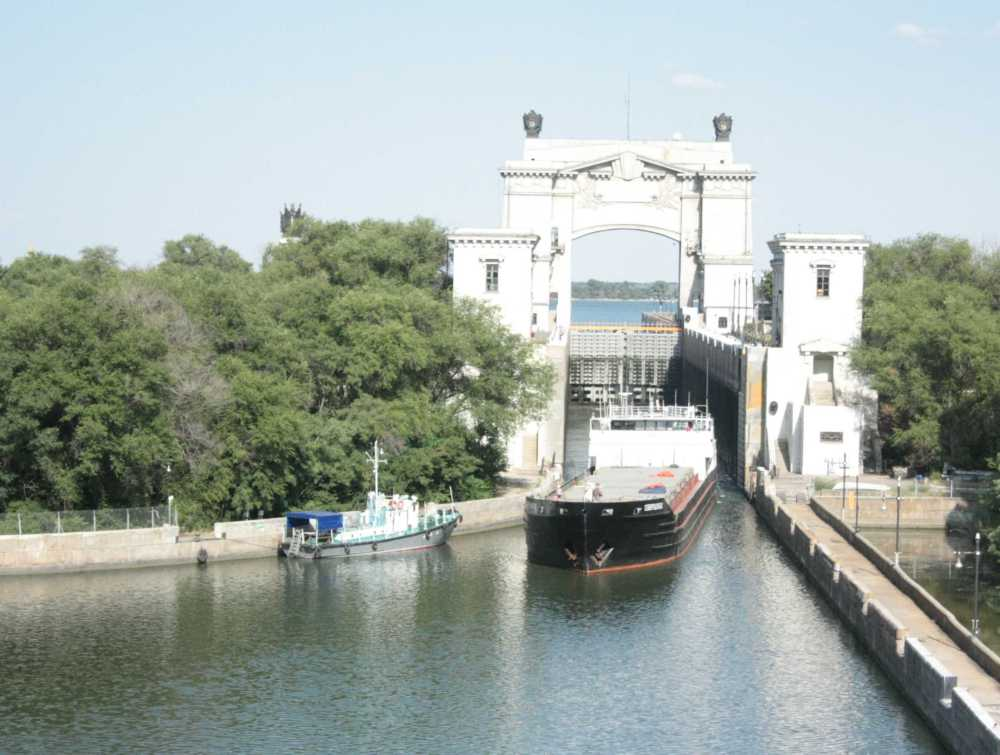
Шлюз № 14 Волго-Донського судноплавного каналу

Рух по Волго-Донському судноплавному каналу починається від Сарептського затону Волги, добре захищеного від течій і льодоходу по долині річки Сарпи, вздовж підніжжя Ергеней. Перші три шлюзи розташовані в межах міста Волгограда. Вхід до шлюзу № 1 відзначений парадною аркою, висотою 40 м. За 7 км від шлюзу № 3 починається «Чапурниковські сходи»: на дільниці завдовжки 9 км судно піднімають по сходах шести шлюзів на висоту 50 м. Архітектурне оформлення шлюзу № 4 присвячено німецько-радянській війні. Дільниця каналу між шлюзами № 7 та № 8 проходить по місцях битв Громадянської війни, про що розповідає меморіальна дошка на шлюзі № 8. Далі шлях каналу виходить в долину р. Червльонної. За шлюзом № 9 знаходиться найвища точка вододілу, за якою починається Варварівське водосховище. Від шлюзу № 10, поруч з яким встановлено пам'ятники героям Громадянської війни — О. Я. Пархоменку, Ф. Я. Пархоменку, Ф. А. Сергеєву (Артему) і М. О. Рудневу, канал плавно спускається у бік річки Дон. З цих місць в 1918 почався наступ військ Царицинського фронту Червоної армії на південь. Потім канал проходить Береславське водосховище, а після шлюзу № 12 — найбільше у каскаді Карповське водосховище (довжина 15 км, площа 42 км²). Безпосередньо біля виходу з шлюзу № 13 встановлено 16-метровий монумент «З'єднання фронтів» скульптора Е. В. Вучетича. Тут 23 листопада 1942 з'єдналися війська Сталінградського і Південно-Західного фронтів, завершивши оточення німецьких військ під Сталінградом. Волго-Донський судноплавний канал виходить в р. Дон поруч з м. Калач-на-Дону.

## Показники діяльності
За навігацію 2006 каналом перевезено 8053 тисячі тонн вантажів, 4137 тисяч тонн з яких — нафтопродукти. Основними факторами, що зумовлюють такий низький показник завантаженості каналу, є обмеження по завантаженню суден при проходженні Волго-Донського водного шляху. Внаслідок невеликих глибин на природних водних шляхах — річках, судна змушені йти завантаженими наполовину.